# 马可·坦科内
马可·坦科内（義大利語：Marco Tencone,生于1967年）是意大利汽车与工业设计师，以设计蓝旗亚概念车、瑪莎拉蒂和阿尔法罗密欧茱莉亚闻名。

## 职业生涯
坦科内曾就职于宾尼法利纳设计公司，为本田、法拉利等汽车制造商以及法国摩托艇制造商博纳多开发设计。他在宾尼法利纳的上司是恩里科·富米亚（生于1948年），当富米亚于1992年出任新成立的Centro Stile兰西亚设计团队总监时，坦科内随之加入。在迈克尔·弗农·罗宾逊（生于1956年）领导下，他参与了1996年兰西亚Dialogos概念车的设计，该车后来成为量产车型兰西亚Thesis，此后他升任兰西亚外型首席设计师。2002年Fulvia概念车出自他手，当时设计总监是2010年转任法拉利设计总监的弗拉维奥·曼佐尼（生于1965年）。2004年，坦科内接替迈克尔·弗农·罗宾逊成为首席设计师，后者随后加入博通集团。约2009年起，坦科内开始兼任瑪莎拉蒂和阿尔法·罗密欧的设计负责人，2014年时担任玛莎拉蒂、阿尔法·罗密欧和兰西亚三大品牌的设计总监。2015年末有报道称其阿尔法·罗密欧职务由斯科特·克鲁格接替，仅保留兰西亚和菲亚特的设计工作。

### 部分作品

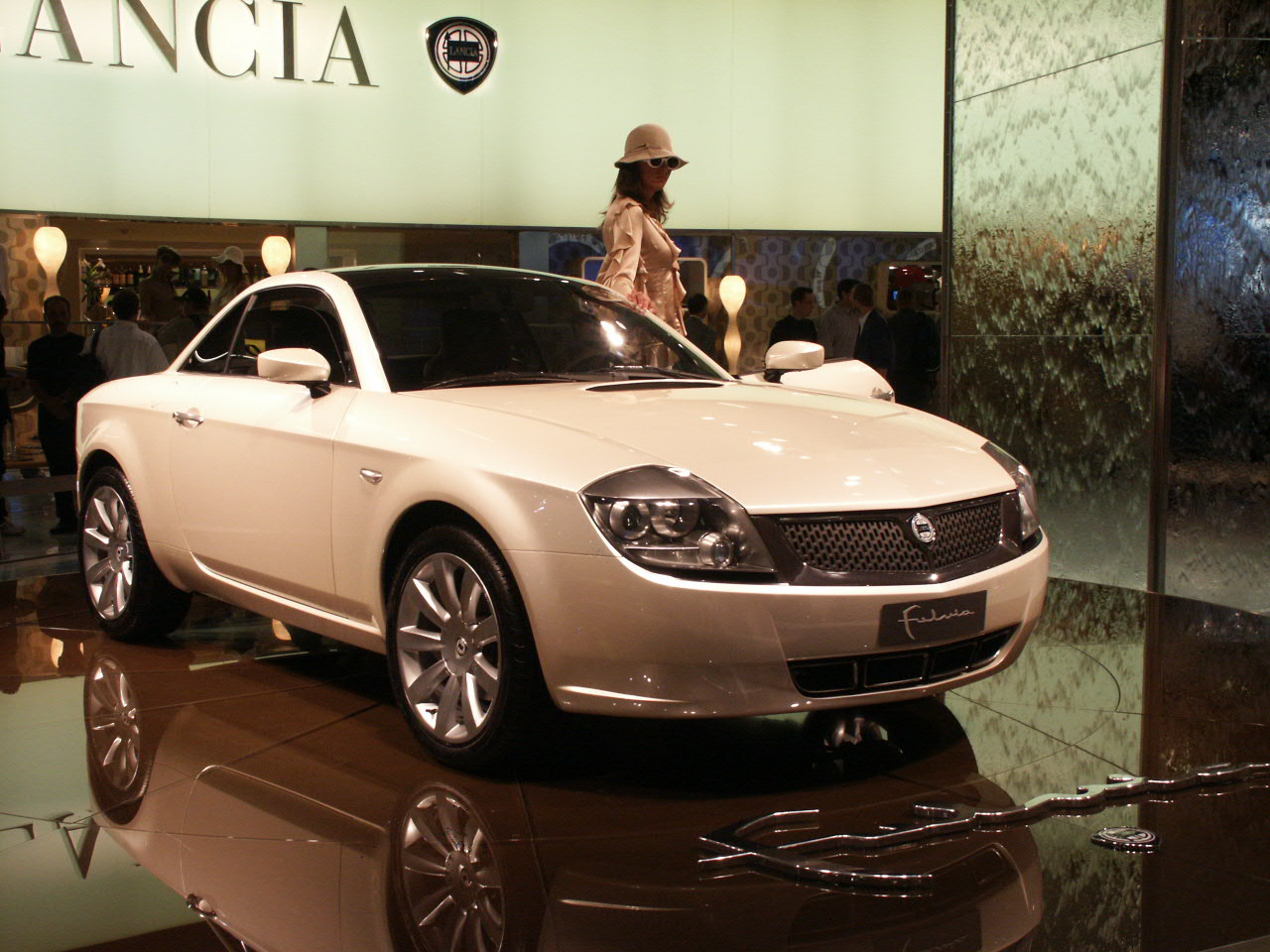
蓝旗亚Fulvia概念车（2003）
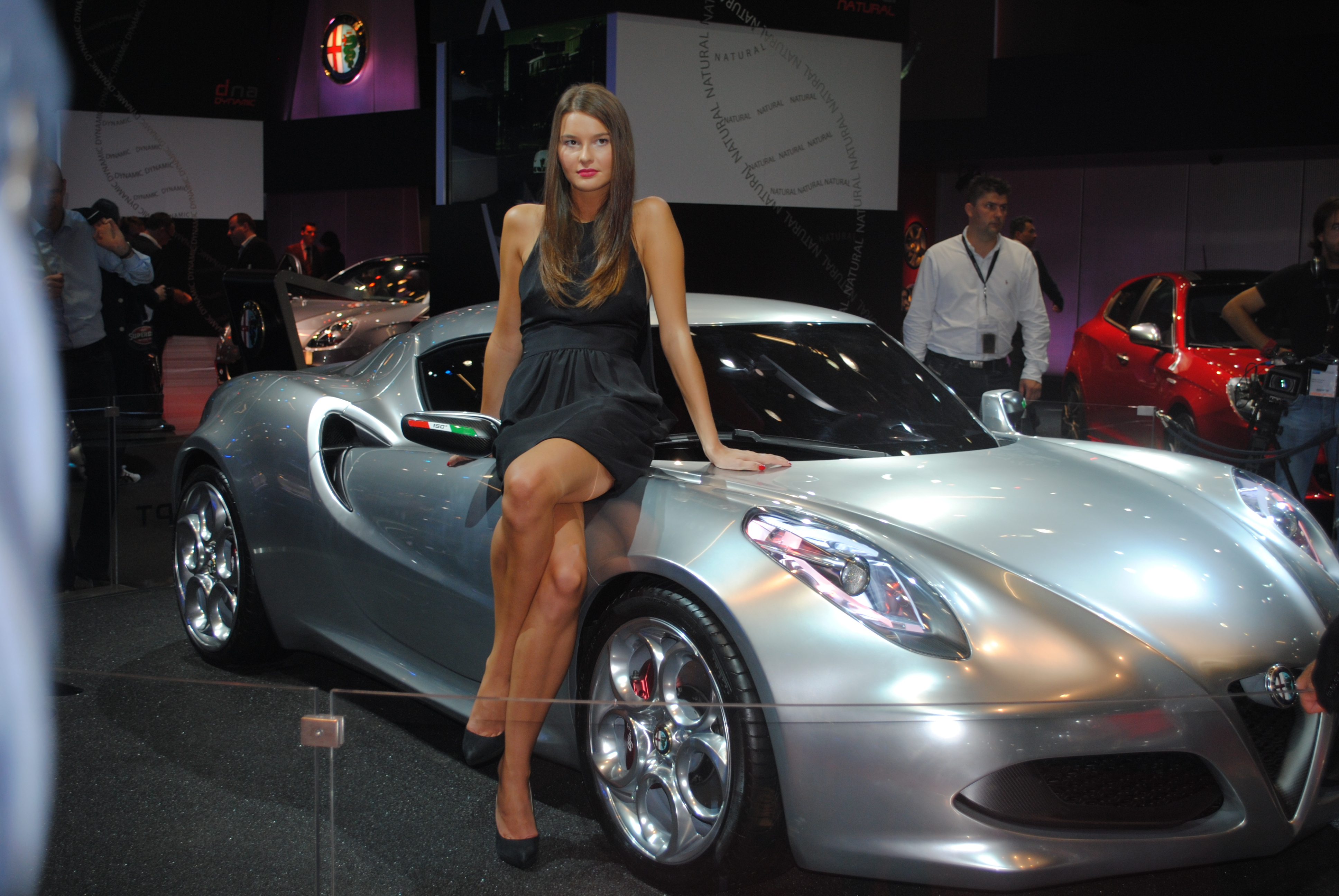
阿尔法·罗密欧4C概念车（2011）
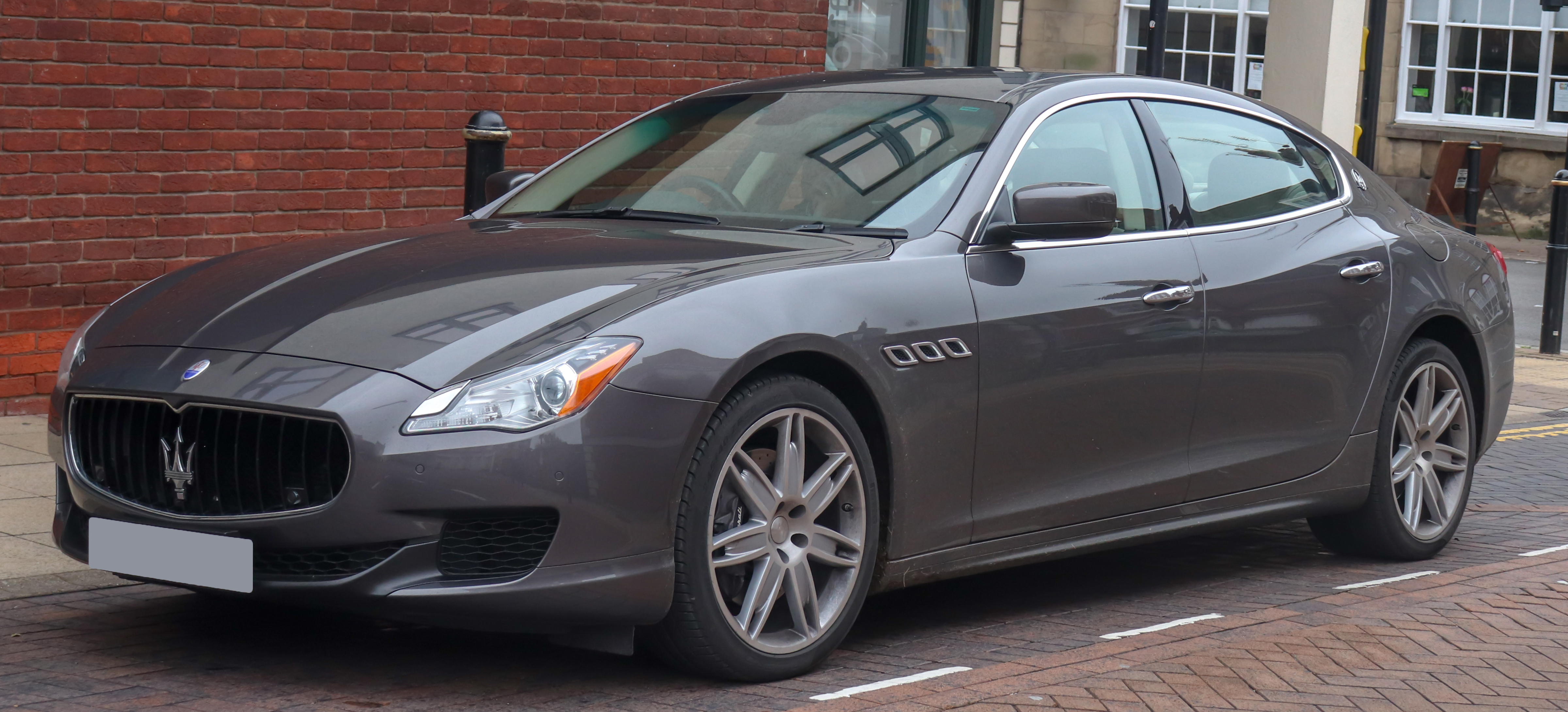
玛莎拉蒂Quattroporte（2012）
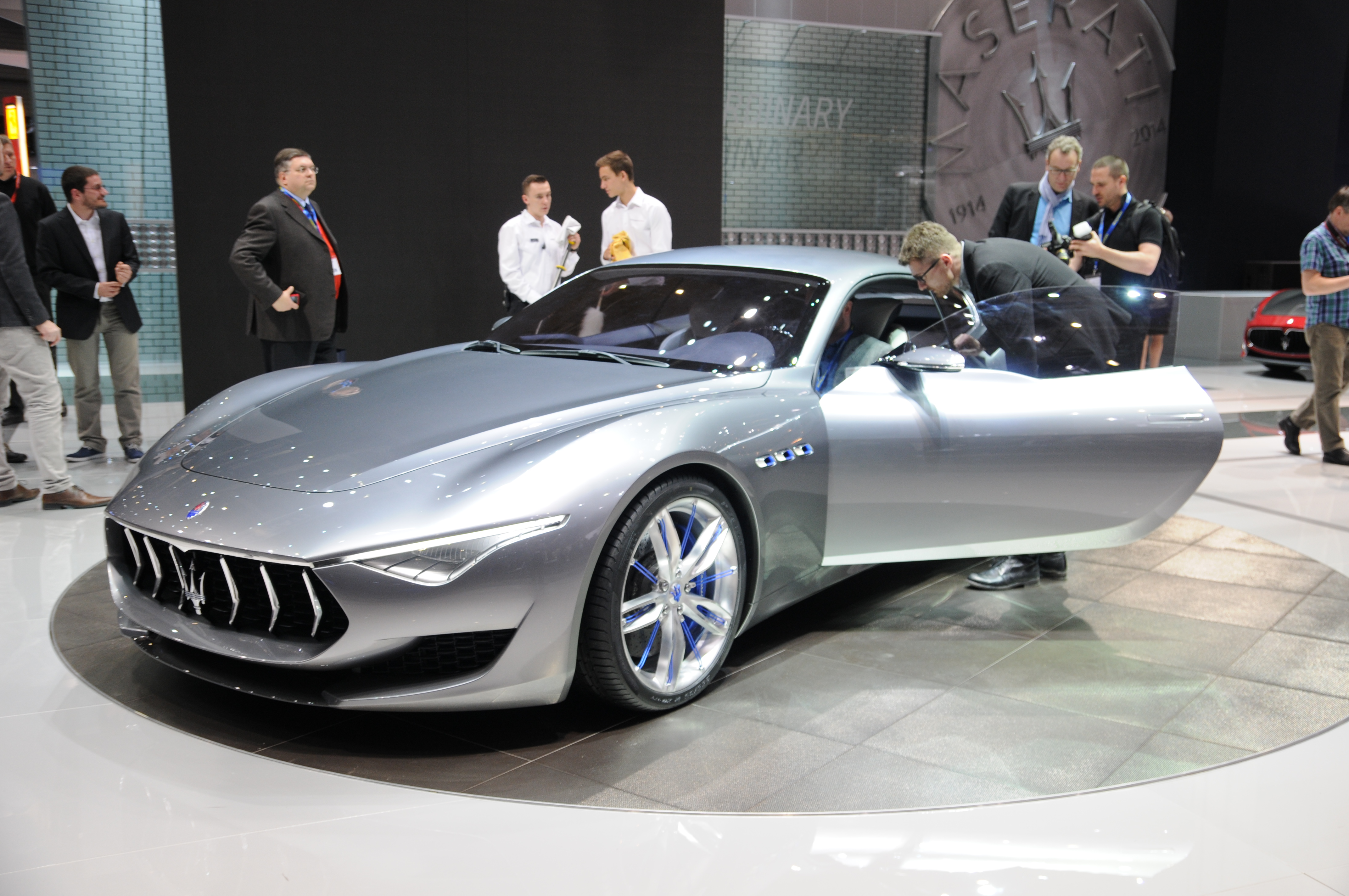
玛莎拉蒂Alfieri概念车（2014）
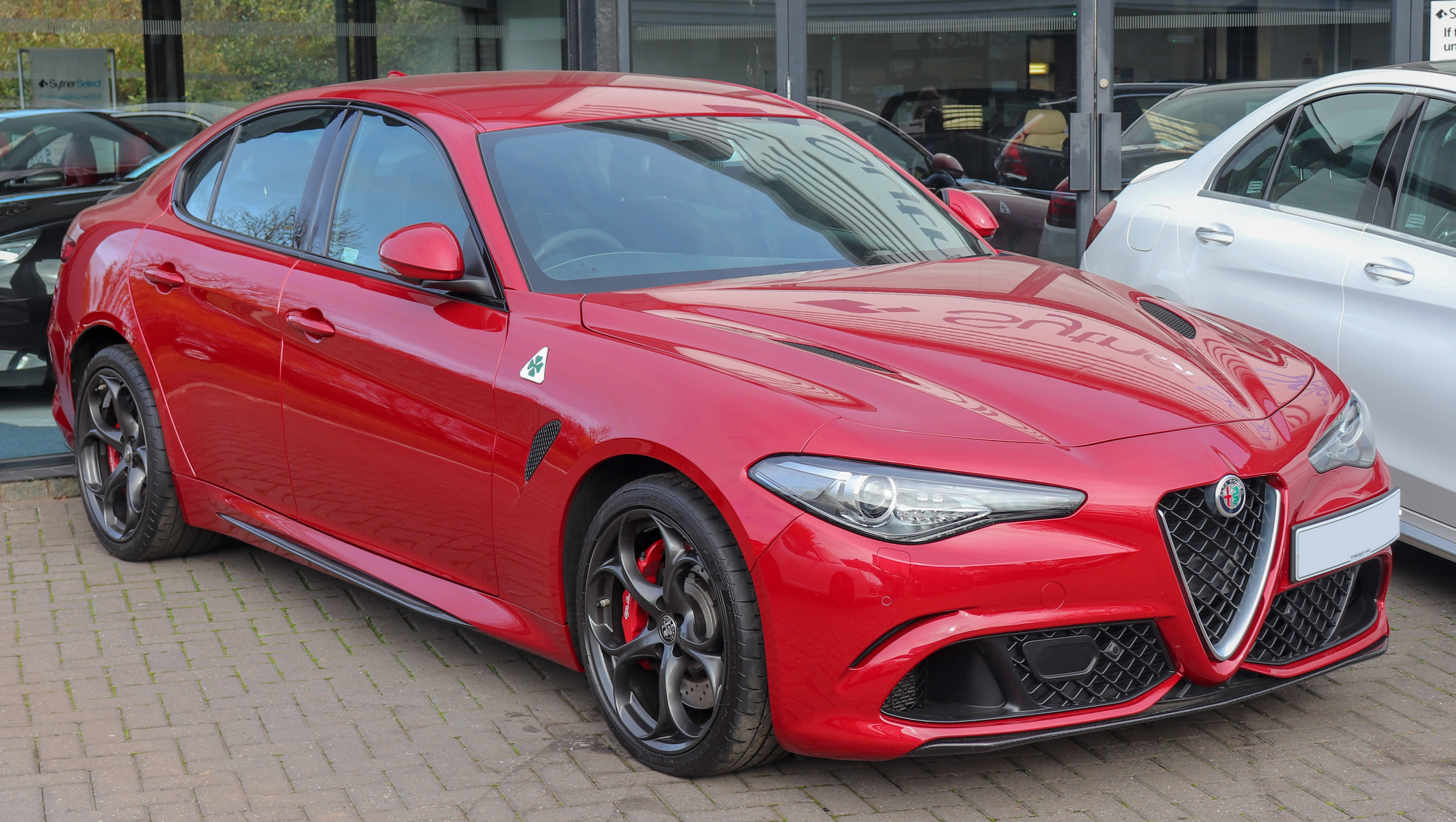
爱快罗密欧Giulia 2015（2016）